# 85217 Bilzingsleben
85217 Bilzingsleben è un asteroide della fascia principale. Scoperto nel 1992, presenta un'orbita caratterizzata da un semiasse maggiore pari a 2,1991967 UA e da un'eccentricità di 0,2057551, inclinata di 2,26908° rispetto all'eclittica.